# Duala

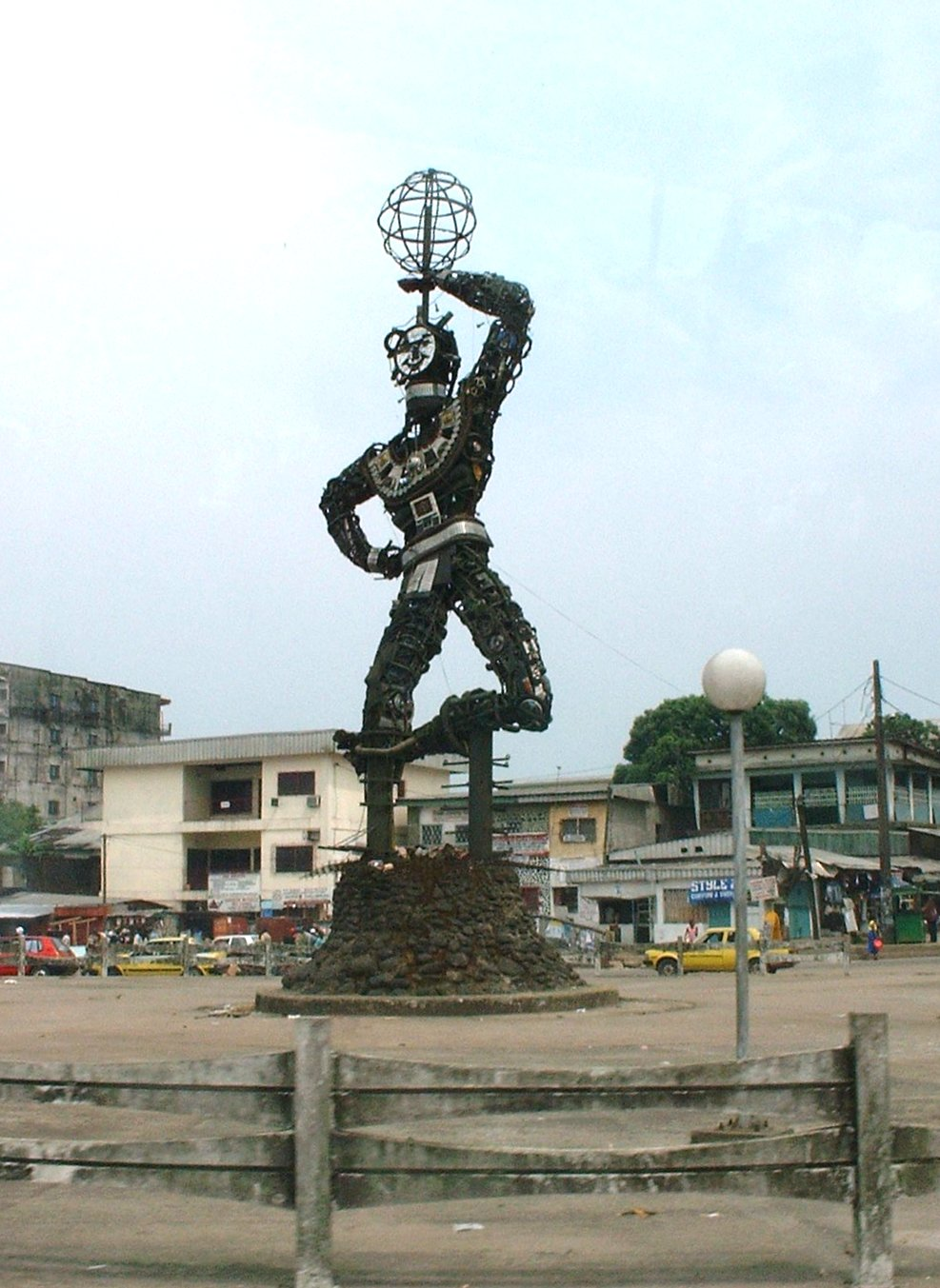
Estatua de la Nueva Libertad, conocida como Ndjoundjou (monstruo).

Duala (en francés: Douala) es la ciudad con mayor población de Camerún, centro económico del país  y capital de la Región del Litoral y del departamento de Wouri. La ciudad se encuentra en el oeste del país, a orillas del golfo de Guinea, en el océano Atlántico, justo en la desembocadura del río Wuri (o Wouri). La ciudad se extiende a ambas orillas del río, unidas por el puente Bonaberi. Duala es una de las ciudades más importantes del país y la capital económica de Camerún. También es un importante puerto de entrada de mercancías hacia Chad y la República Centroafricana, los vecinos de Camerún sin litoral.
La ciudad cuenta con importantes infraestructuras como el Aeropuerto Internacional de Duala. Además es el principal puerto del país y es la terminal de dos líneas de ferrocarril que se prolongan hacia el interior y la enlazan con Yaundé, Ngaoundéré, Kumba y Nkongsamba. Así pues, desde Duala se realiza la mayoría de las exportaciones del país, como las de petróleo, café y cacao, además de producirse un importante comercio con el vecino Chad. En Duala se encuentra el mercado Eko, el mayor del país. Las industrias más importantes son las fábricas de productos de aluminio, la elaboración de cerveza, refrescos, la industria textil y de la madera.
En la actualidad, Duala es una ciudad llena de vida. En los barrios cercanos a Akwa existe mucho ambiente nocturno, mientras que en el barrio de Bonajo se encuentra la banca y el centro financiero y económico de la ciudad. Otra de las atracciones es el mercado Eko, uno de los más grandes del país. En la ciudad de Duala es usual encontrarse con varios restaurantes, bistrós y cafeterías con un toque francés, siendo visitados este tipo de lugares especialmente por turistas y por extranjeros que habitan en la ciudad.

## Historia
Los portugueses fueron los primeros europeos en llegar a la ciudad, en 1472. En 1650 se había convertido en un asentamiento de emigrantes duala provenientes del interior, y durante el siglo XVIII fue un centro del comercio trasatlántico de esclavos. Tras pasar a manos alemanas en 1884, la población recibió el nombre de Kamarunstadt (Ciudad de Camerún en alemán) y se convirtió en la capital del Camerún alemán. En 1907 fue rebautizada como Douala y pasó a manos de Francia en 1919. Fue la capital de Camerún desde 1940 hasta 1946.

## Descripción
La ciudad está dividida en varios barrios. Los más importantes son los de Akwa, centro de la vida nocturna, y Bonajo, el barrio comercial y de la administración. En las principales calles de la ciudad se pueden encontrar los mejores restaurantes, cafeterías y pastelerías de estilo francés. En la zona del río abundan los bares y bistros, donde se puede disfrutar de vistas al golfo de Guinea y de pantanos de mangles. La mayoría de estos son frecuentados por la población emigrante de la ciudad, sobre todo franceses o libaneses, la mayoría de los cuales trabajan en la industria del petróleo.

## Demografía
En 2015 todavía era considerada como la ciudad con mayor población de Camerún. Sin embargo, con el aumento progresivo de población de la capital, Yaundé, en 2021 ambas ciudades contarían con poblaciones similares.

### Lengua
En Camerún conviven cerca de 250 lenguas o dialectos La lengua local propia de Duala comparte el mismo nombre de la ciudad. El francés y el inglés son los idiomas oficiales, mas la mayoría de la población es francófona. En 2014, el 63.7% de la población mayor de 15 años sabía leer y escribir en francés, mientras que 76.4% hablaba y comprendía dicho idioma.

## Clima
De clima tropical, Duala tiene un clima caluroso y húmedo, caracterizado por unas temperaturas sin muchas variaciones a lo largo del año, siempre en torno a los 26 °C. Las precipitaciones son muy abundantes, sobre todo en la estación lluviosa, entre junio y octubre. La humedad suele ser de un 80% en la estación seca y de un 99% en la lluviosa. El clima es propicio para el desarrollo de ciertas enfermedades transmitidas por mosquitos como, por ejemplo, el paludismo.
| Mes | Ene  | Feb  | Mar  | Abr  | May  | Jun  | Jul  | Ago  | Sep  | Oct  | Nov  | Dec  | Anual |
| --- | ---- | ---- | ---- | ---- | ---- | ---- | ---- | ---- | ---- | ---- | ---- | ---- | ----- |
| mm  | 37   | 65   | 175  | 231  | 264  | 426  | 671  | 786  | 601  | 408  | 150  | 33   | 3.847 |
| ° C | 26,8 | 27,6 | 27,2 | 27,0 | 26,8 | 25,7 | 24,8 | 24,6 | 25,1 | 25,5 | 26,4 | 26,8 | 26,2  |

| Parámetros climáticos promedio de Duala                                               | Parámetros climáticos promedio de Duala | Parámetros climáticos promedio de Duala | Parámetros climáticos promedio de Duala | Parámetros climáticos promedio de Duala | Parámetros climáticos promedio de Duala | Parámetros climáticos promedio de Duala | Parámetros climáticos promedio de Duala | Parámetros climáticos promedio de Duala | Parámetros climáticos promedio de Duala | Parámetros climáticos promedio de Duala | Parámetros climáticos promedio de Duala | Parámetros climáticos promedio de Duala | Parámetros climáticos promedio de Duala |
| Mes                                                                                   | Ene.                                    | Feb.                                    | Mar.                                    | Abr.                                    | May.                                    | Jun.                                    | Jul.                                    | Ago.                                    | Sep.                                    | Oct.                                    | Nov.                                    | Dic.                                    | Anual                                   |
| ------------------------------------------------------------------------------------- | --------------------------------------- | --------------------------------------- | --------------------------------------- | --------------------------------------- | --------------------------------------- | --------------------------------------- | --------------------------------------- | --------------------------------------- | --------------------------------------- | --------------------------------------- | --------------------------------------- | --------------------------------------- | --------------------------------------- |
| Temp. máx. abs. (°C)                                                                  | 33                                      | 35                                      | 37                                      | 37                                      | 37                                      | 32                                      | 35                                      | 32                                      | 32                                      | 37                                      | 36                                      | 32                                      | 37                                      |
| Temp. máx. media (°C)                                                                 | 32.2                                    | 32.8                                    | 32.5                                    | 32.1                                    | 31.4                                    | 29.9                                    | 28.1                                    | 27.7                                    | 29.0                                    | 29.8                                    | 30.9                                    | 31.7                                    | 30.7                                    |
| Temp. media (°C)                                                                      | 27.8                                    | 28.5                                    | 28.2                                    | 27.8                                    | 27.3                                    | 26.5                                    | 25.4                                    | 25.3                                    | 25.9                                    | 26.2                                    | 27.1                                    | 27.5                                    | 27                                      |
| Temp. mín. media (°C)                                                                 | 23.4                                    | 24.1                                    | 23.9                                    | 23.5                                    | 23.2                                    | 23.0                                    | 22.7                                    | 22.8                                    | 22.8                                    | 22.5                                    | 23.2                                    | 23.3                                    | 23.2                                    |
| Temp. mín. abs. (°C)                                                                  | 17                                      | 18                                      | 18                                      | 18                                      | 20                                      | 19                                      | 17                                      | 18                                      | 17                                      | 17                                      | 18                                      | 20                                      | 17                                      |
| Precipitación total (mm)                                                              | 34.2                                    | 54.5                                    | 155.2                                   | 241.2                                   | 276.2                                   | 354.1                                   | 681.4                                   | 687.5                                   | 561.2                                   | 406.6                                   | 123.1                                   | 27.5                                    | 3602.7                                  |
| Días de precipitaciones (≥ 0.1 mm)                                                    | 5                                       | 9                                       | 15                                      | 18                                      | 21                                      | 23                                      | 27                                      | 30                                      | 26                                      | 24                                      | 12                                      | 5                                       | 215                                     |
| Horas de sol                                                                          | 192.2                                   | 180.8                                   | 170.5                                   | 177.0                                   | 176.7                                   | 123.0                                   | 71.3                                    | 52.7                                    | 90.0                                    | 130.2                                   | 162.0                                   | 182.9                                   | 1709.3                                  |
| Humedad relativa (%)                                                                  | 81                                      | 81                                      | 83                                      | 84                                      | 85                                      | 87                                      | 89                                      | 89                                      | 88                                      | 87                                      | 85                                      | 83                                      | 85.2                                    |
| Fuente n.º 1: World Meteorological Organization Hong Kong Observatory (sun 1961-1990) |                                         |                                         |                                         |                                         |                                         |                                         |                                         |                                         |                                         |                                         |                                         |                                         |                                         |
| Fuente n.º 2: Weatherbase (record highs and lows, humidity)                           |                                         |                                         |                                         |                                         |                                         |                                         |                                         |                                         |                                         |                                         |                                         |                                         |                                         |

## Ciudades hermanadas
- Filadelfia (Estados Unidos)
- Mérida (México)

## Personajes sobresalientes
- Samuel Eto'o, futbolista internacional.
- Dani Ndi, futbolista internacional.
- Calixte Beyala, escritora.
- Pascal Siakam, baloncestista profesional.
- Manu Dibango, saxofonista, pianista, vibrafonista, director de orquesta, autor, compositor y cantante.
- Sani Ladan, escritor, activista.

## Bibliografía

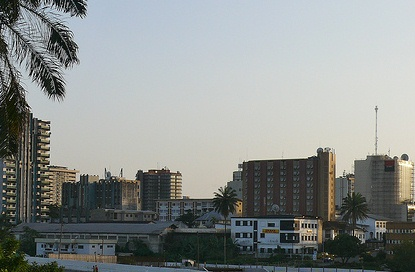
Calle de Duala.